# جزایر مدوژی
جزایر مدوژی (روسی: Медве́жьи острова́) گروهی از جزیره‌ها در شمال استان یاقوتستان کشور روسیه است.